# سيلسو بروم جونيور
سيلسو بروم جونيور (مواليد 22 يوليو 1978 في كوريتيبا) هو لاعب كرة طائرة برازيلي معتزل. بعد أكثر من عقد من اللعب الاحترافي، أنهى مسيرته بسبب الإصابات. يتميز بضربات قوية، ويعرف بين أصدقائه بلقب «الذراع المجنونة» (بالبرتغالية: braço doido).
سيلسو متزوج ويعيش مع زوجته وابنه في جنوب البرازيل.

## وصلات خارجية
- صفحة اللاعب